# إقليم الصويرة
إقليم الصويرة هو أحد الأقاليم المغربية. ينتمي لجهة مراكش آسفي ويقع على الساحل الأطلسي وسط البلاد، بين أسفي وأكادير. الإقليم يضم 452.979 ساكنا (2004).

## المناطق الكبرى
| الجماعة      | عدد السكان (2 سبتمبر 1994) | عدد السكان (2 سبتمبر 2004) |
| ------------ | -------------------------- | -------------------------- |
| الصويرة      | 55.988                     | 69.493                     |
| أقرمود       | 14.582                     | 15.037                     |
| سيدي العروسي | 13.343                     | 13.203                     |
| تكاطت        | 11.866                     | 11.479                     |
| الكريمات     | 11.638                     | 10.842                     |
| أوناغة       | 11.440                     | 12.188                     |
| سيدي إسحاق   | 9.662                      | 9.553                      |
| حد الدرا     | 8.882                      | 8.984                      |
| تمنار        | 8.615                      | 9.984                      |
| أكليف        | 8.559                      | 8.934                      |
| بزضاض        | 8.418                      | 8.605                      |
| إيمي إنتليت  | 8.357                      | 8.215                      |
| سميمو        | 15.587                     | 15.587                     |
| امكراد       | 11.2986                    | 12.452                     |

## التقسيم الإداري
يضم إقليم الصويرة 5 جماعات حضرية و 52 جماعة قروية:

### جماعات حضرية
- الصويرة
- تمنار
- آيت داوود
- الحنشان
- تالماست

### جماعات قروية
| - أدغاس - أكليف - أكرض - آيت عيسى إححان - آيت سعيد (إقليم الصويرة) - أقرمود - أسايس (إقليم الصويرة) - بيزضاض - بوزمور - الزاويت - حد الدرا - إذا وعزا - إدا وكلول | - إدا وكازو - إمكراد - إيمي نتليت - كشولة - الكريمات (المغرب) - لكدادرة - لحسينات - مجي - مسكالة - أمخاليف - المواريد (إقليم الصويرة) - مولاي بوزرقطون - أمرامر | - أمزيلات - أولاد أمرابط - أوناغة - سيدي عبد جليل - سيدي أحمد السايح - سيدي عيسى الركراكي - سيدي علي الكراتي - سيدي بوالاعلام - سيدي الجازولي - سيدي غانم (إقليم الصويرة) - Sidi H'Mad Ou Hamed - Sidi Hmad Ou M'Barek - سيدي إسحاق | - سيدي كاوكي - سيدي لعروسي - سيدي أمحمد أومرزوق - سميمو - تافضنا - تفتاشت - تاهلوانت - تكاط - تاكوشت - تاركانت - تيدزي - تمزكدة أوفتاس - زاوية بن احميدة |

## وصلات خارجية
- (بالإنجليزية) الإقليم على موقع World Gazetter
- (بالإنجليزية) Le prefetture e province  del Marocco ricavate dal documento economico relativo al 2003 dell'ambasciata del Marocco in USA